# Переріз (креслення)

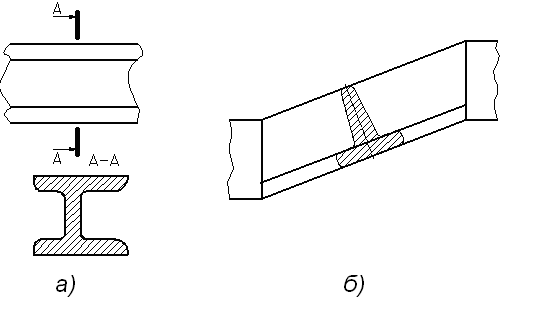
Приклади виконання перерізів за ГОСТ 2.305-2008:
а) винесений переріз;
б) накладений переріз

Пере́різ у кресленні — ортогональна проєкція фігури, одержана в одній чи декількох площинах або поверхнях за уявного розітнення предмета, що проєктується.
Розріз та переріз відрізняються тим, що в перерізі зображають лише те, що розміщене безпосередньо у січній площині, а все, що розміщене за нею, не зображується.

## Види перерізів
Перерізи поділяють на винесені та накладені.
Винесений переріз — переріз, розташований на кресленику поза контуром вигляду предмета чи в розриві між частинами вигляду згідно з напрямом стрілок біля лінії перерізу.
Накладений переріз — переріз, розташований безпосередньо на вигляді предмета, уздовж сліду січної площини.
Контури накладеного перерізу виконуються суцільною тонкою лінією. Накладені перерізи не позначаються, якщо переріз — симетрична фігура, але позначається напрямок зору, коли в перерізі одержують несиметричну фігуру
Перевага надається винесеним перерізам.